# روب بيكر
روب بيكر (24 يوليو 1975 - ) (بالإنجليزية: Rob Baker)‏ هو لاعب كريكت أسترالي.

## وصلات خارجية
- روب بيكر على موقع إي آس بي آن كريك إنفو (الإنجليزية)